# Alison Wright (Schauspielerin)
Alison Wright (* 12. Juli 1976 in Sunderland, Tyne and Wear) ist eine britische Schauspielerin. Bekanntheit erlangte sie vor allem durch die Rolle der Martha Hanson aus der Serie The Americans, für die sie unter anderem für einen Emmy nominiert wurde.

## Leben und Karriere
Alison Wright stammt aus Sunderland, im Nordosten Englands. Sie wuchs bei Adoptiveltern auf. Bereits in jungen Jahren fing sie mit dem Tanzen an. Als entscheidenden Faktor sich der Schauspielerei zuzuwenden, nennt Wright die Darstellung Carol Burnetts im Film Annie, aus dem Jahr 1982. Heute hat sie zu einem Großteil ihrer leiblichen Familie ein gutes Verhältnis. Nach dem Schulabschluss studierte sie am Lee Strasberg Theatre and Film Institute in New York City.
Ihre erste Schauspielrolle vor der Kamera übernahm sie als Bridget im US-Filmdrama Nanny Diaries aus dem Jahr 2007. Nach Auftritten in einigen Kurzfilmen und der Serie Blue Bloods – Crime Scene New York, wurde sie 2013 in der Rolle der Martha Hanson für die Serie The Americans besetzt. Die Rolle spielte sie bis insgesamt 2017 und gehörte von der zweiten bis zur vierten Staffel zur Hauptbesetzung. Ihre darstellerische Leistung brachte ihr 2017 zahlreiche Nominierungen für wichtige Fernsehpreise ein, darunter den Emmy und den Satellite Award. 2016 gab sie in dem Stück Spit ihr Schauspieldebüt am Broadway. Zudem trat sie im Thriller The Accountant in der Rolle der Justine auf.
2015 wurde Wright für die Serie Sneaky Pete als Marjorie in einer Nebenrolle besetzt, in der sie bis zum Ende der Serie 2019 zu sehen war. 2017 war sie in der einzig veröffentlichten Staffel der Serie Feud – Die Feindschaft zwischen Bette und Joan als Pauline Jameson zu sehen. 2019 spielte sie als Valorie eine Nebenrolle in der Serie Castle Rock. Seit 2020 ist sie in der Science-Fiction-Serie Snowpiercer als Ruth Wardell in einer der Hauptrollen zu sehen. Wright lebt seit den 1990er Jahren im New Yorker Ortsteil Harlem.

## Filmografie (Auswahl)
- 2007: Nanny Diaries (The Nanny Diaries)
- 2009: Nights (Kurzfilm)
- 2011: Braaains! (Kurzfilm)
- 2013: Blue Bloods – Crime Scene New York (Blue Bloods, Fernsehserie, Episode 4x05)
- 2013–2017: The Americans (Fernsehserie, 47 Episoden)
- 2015: Good Ol’ Boy
- 2015–2019: Sneaky Pete (Fernsehserie, 13 Episoden)
- 2016: Auf Treu und Glauben (Confirmation, Fernsehfilm)
- 2016: The Accountant
- 2017: Feud – Die Feindschaft zwischen Bette und Joan (Feud: Bette and Joan, Fernsehserie, 8 Episoden)
- 2017: Active Adults
- 2018: Ask for Jane
- 2019: Castle Rock (Fernsehserie, 6 Episoden)
- 2020: Hollywood (Miniserie, Episode 1x01)
- 2020–2024: Snowpiercer (Fernsehserie, 40 Episoden)
- 2022: Physical (Fernsehserie, Episode 2x09)
- 2024: Feud - Capote vs. The Swans (Fernsehserie, 1 Episode)
- 2024: The Madness (Fernsehserie, 4 Episoden)
- 2025: The Accountant 2 (Stimme)

## Nominierungen und Auszeichnungen (Auswahl)
Primetime Emmy Award
- 2017: Nominierung als Beste Nebendarstellerin in einer Dramaserie für The Americans

Satellite Award
- 2017: Nominierung für das Beste Nebendarstellerin in einer Serie, Miniserie oder Fernsehfilm für The Americans

Gold Derby Award
- 2017: Nominierung für das Beste Gastdarstellerin in einer Dramaserie für The Americans